# Kanada na Zimních olympijských hrách 1998
Kanada se účastnila Zimní olympiády 1998. Zastupovalo ji 144 sportovců (81 mužů a 63 žen) v 12 sportech.

## Medailisté
| Medaile | Jméno | Sport          | Soutěž               |
| ------- | --- | -------------- | -------------------- |
| Zlato   | Pierre Lueders David MacEachern | Boby           | Dvojbob              |
| Zlato   | Jan Betker Atina Ford Marcia Gudereit Joan McCusker Sandra Schmirler | Curling        | Ženy                 |
| Zlato   | Eric Bedard Derrick Campbell François Drolet Marc Gagnon | Short track    | Muži štafeta 5 000 m |
| Zlato   | Annie Perreaultová | Short track    | Ženy 500 m           |
| Zlato   | Ross Rebagliati | Snowboarding   | Muži obří slalom     |
| Zlato   | Catriona LeMayová-Doanová | Rychlobruslení | Ženy 500 m           |
| Stříbro | Mike Harris Richard Hart George Karrys Collin Mitchell Paul Savage | Curling        | Muži                 |
| Stříbro | Elvis Stojko | Krasobruslení  | Muži jednotlivci     |
| Stříbro | Stacey Wilson Jennifer Botterill Thérèse Brisson Cassie Campbell Judy Diduck Nancy Drolet Lori Dupuis Danielle Goyette Geraldine Heaneyová Jayna Heffordová Becky Kellar Katheryn McCormack Karen Nystrom Lesley Reddon Manon Rhéaume Laura Schuler Fiona Smith France St-Louis Vicky Sunohara Hayley Wickenheiserová | Lední hokej    | Turnaj žen           |
| Stříbro | Jeremy Wotherspoon | Rychlobruslení | Muži 500 m           |
| Stříbro | Susan Auchová | Rychlobruslení | Ženy 500 m           |
| Bronz   | Christine Boudrias Isabelle Charest Annie Perreaultová Tania Vicent | Short track    | Ženy štafeta 3 000 m |
| Bronz   | Eric Bedard | Short track    | Muži 1 000 m         |
| Bronz   | Kevin Overland | Rychlobruslení | Muži 500 m           |
| Bronz   | Catriona LeMayová-Doanová | Rychlobruslení | Ženy 1 000 m         |